# 托克河
托克河是俄羅斯的河流，由奧倫堡州負責管轄，屬於薩馬拉河的右支流，河道全長306公里，流域面積5,930平方公里，發源自奧布什高地，河水主要來自融雪，每年十一月至翌年四月結冰。